# ミッション・トゥー・シーフェアラーズ

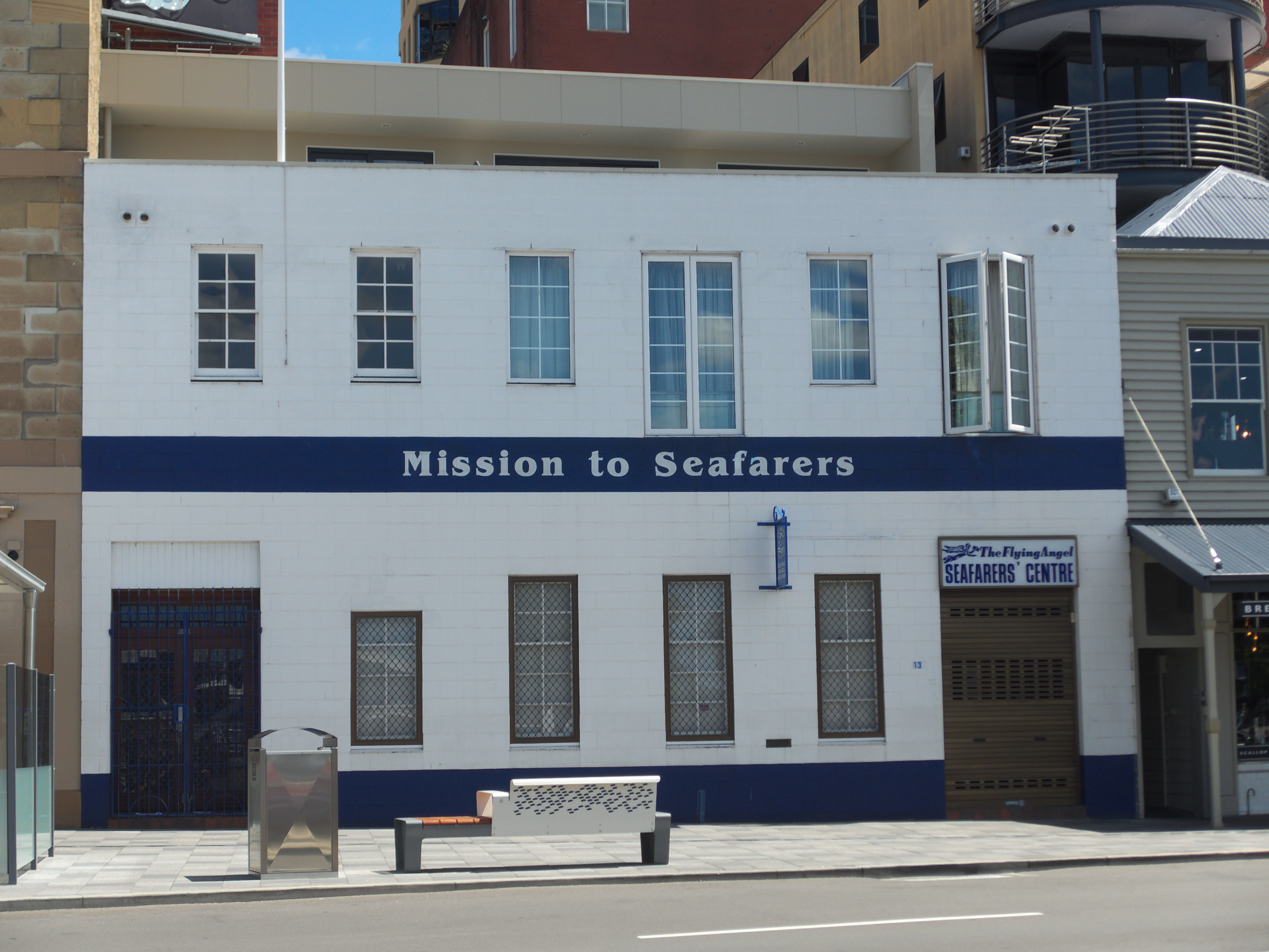
ミッション・トゥー・シーフェアラーズ（オーストラリア・タスマニア島ホバートで、2017年）

ミッション・トゥー・シーフェアラーズ（英語: Mission to Seafarers）はMTSと略称され、最近までミッション・トゥー・シーメン（英語: Mission to Seamen）と呼ばれていた海運従事者に対する宣教団体で、英国ロンドンに本部がある。

## 概要
ミッション・トゥー・シーフェアラーズは以前ミッション・トゥー・シーメンと呼ばれ、過酷な労働条件で働く海運従事者を助ける目的で、1856年に英国教会で設立された宣教団体である。現在は世界の260の港を中心に、聖公会連合のチャプレンとボランティアによって“フライイング・エンジェル”（空飛ぶ天使）の愛称の下で運営されていて、本部は英国ロンドンにある 。

## 有名な支持者
エリザベス2世女王がこの団体の代表（パトロン）で、アン王女が会長（プレジデント）である。カンタベリー大主教の海事関係スポークスマンが総長（セクレタリー・ジェネラル）を勤める。

## 日本
日本では、次の3か所に拠点「シーフェアラーズセンター」がある。
- 苫小牧（その後閉鎖）
- 横浜（チャプレンは横浜山手聖公会英語集会の司祭を兼ねる）
- 神戸センター